# Élections régionales de 2021 à Berlin
Les élections régionales de 2021 à Berlin (en allemand : Wahl zum Abgeordnetenhaus von Berlin 2021) se tiennent le 26 septembre 2021, afin d'élire les 130 députés de la 19e législature de la Chambre des députés pour un mandat de cinq ans. En vertu de la loi électorale, 147 députés sont finalement élus. Un référendum sur l'expropriation des grandes  sociétés immobilières, les élections régionales en Mecklembourg-Poméranie-Occidentale et les élections fédérales sont organisées le même jour.
Le scrutin voit une forte hausse de la participation et une victoire du Parti social-démocrate de l'ancienne ministre fédérale de la Famille Franziska Giffey, qui confirme son résultat de 2016 et devance Les Verts, seule formation à progresser clairement et qui prend la deuxième place à l'Union chrétienne-démocrate.
Deux mois après la tenue du scrutin, Franziska Giffey conclut un accord de gouvernement avec Les Verts et Die Linke, reconduisant ainsi la coalition rouge-rouge-verte au pouvoir depuis cinq ans. Elle est élue bourgmestre-gouverneure le 21 décembre.

## Contexte
Les élections précédentes en 2016 voient la victoire du Parti social-démocrate d'Allemagne (SPD) — au pouvoir depuis 2001 à travers diverses coalitions — qui arrive en tête malgré des résultats moindres qu'en 2011. L'Union chrétienne-démocrate d'Allemagne (CDU) enregistre quant à elle un fort recul, tandis que l'AfD effectue une percée. Du fait de la loi électorale qui attribue 30 sièges complémentaires, 160 députés sont finalement élus.
À l'issue des négociations sur la formation d'un gouvernement de coalition, le bourgmestre-gouverneur Michael Müller est reconduit le 8 décembre 2016 à la tête d'une alliance rouge-rouge-verte réunissant au SPD les partis Die Linke et Alliance 90 / Les Verts (Grünen), en lieu et place de la Grande coalition qui unissait précédemment le SPD à la CDU. C'est alors la seconde coalition de ce genre au niveau d'un Land, et la première dirigée par un membre du SPD.

## Mode de scrutin

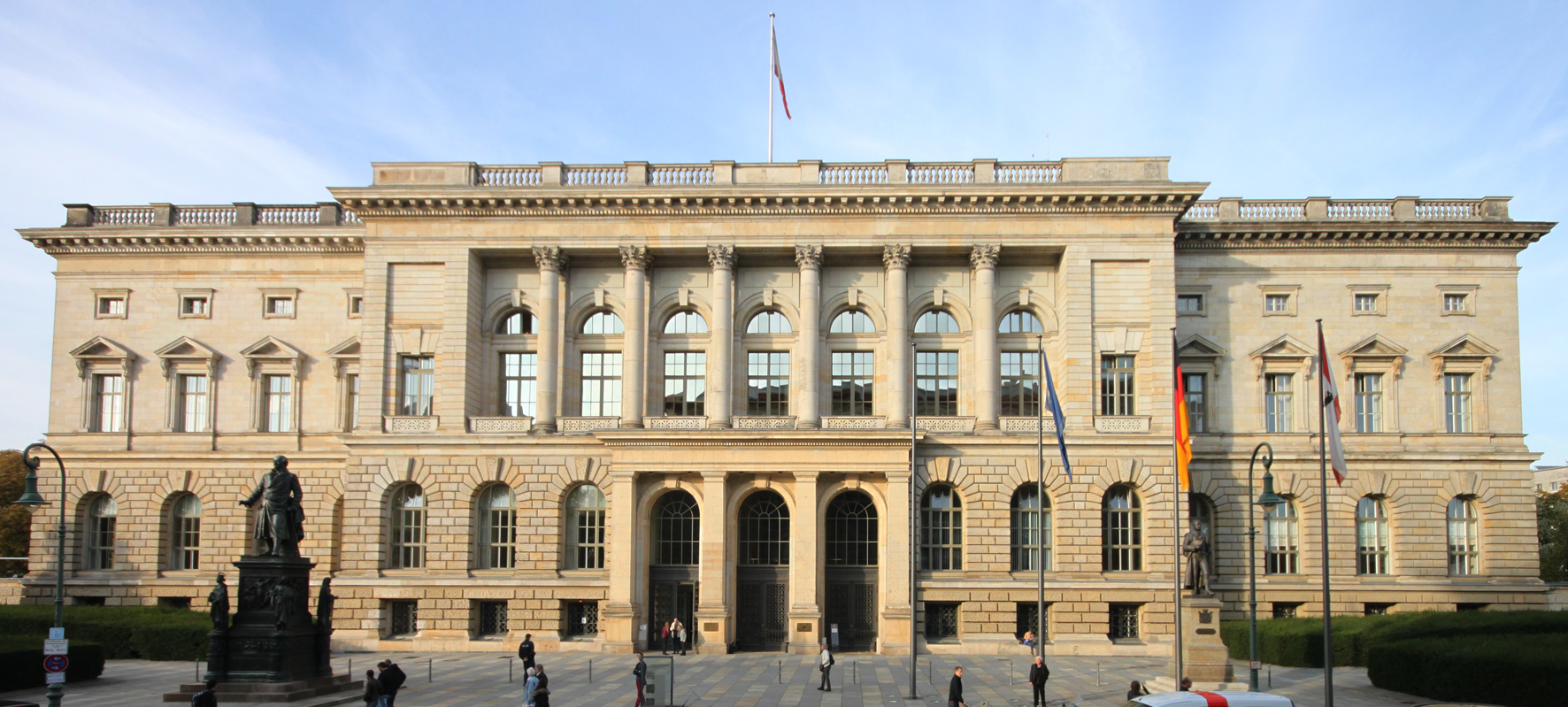
Bâtiment de la chambre.

La Chambre des députés est constitué de 130 députés (Abgeordnete), élus pour une législature de cinq ans au suffrage universel direct et suivant le scrutin proportionnel de Hare.
Chaque électeur dispose de deux voix : la première (Erststimme) lui permet de voter pour un candidat de sa circonscription, selon les modalités du scrutin uninominal majoritaire à un tour, la ville comptant un total de 78 circonscriptions ; la seconde voix (Zweitstimme) lui permet de voter en faveur d'une liste de candidats présentée par un parti au niveau de la ville ou de son arrondissement, la ville disposant de 12 arrondissements.
Lors du dépouillement, l'intégralité des 130 sièges est répartie en proportion des secondes voix entre les partis ayant remporté au moins 5 % des suffrages exprimés au niveau de la ville ou au moins une circonscription. Si un parti a remporté des mandats au scrutin uninominal, ses sièges sont d'abord pourvus par ceux-ci. Pour les partis ayant présenté leurs listes au niveau des arrondissements, la répartition proportionnelle est répétée pour chaque arrondissement.
Dans le cas où un parti obtient plus de mandats au scrutin uninominal que la proportionnelle ne lui en attribue, il conserve ces mandats supplémentaires et des mandats complémentaires sont attribués aux autres partis afin de rétablir une composition de la Chambre des députés proportionnelle aux secondes voix.

## Campagne
Le 10 août 2020, le bourgmestre-gouverneur Michael Müller annonce son intention d'être candidat aux élections fédérales de 2021, actant de facto qu'il renonce à postuler pour un troisième mandat aux élections régionales. Le comité directeur du Parti social-démocrate d'Allemagne à Berlin investit le 30 novembre suivant la ministre fédérale de la Famille Franziska Giffey comme cheffe de file électorale, deux jours après que le congrès régional du parti l'a nommée co-présidente aux côtés de Raed Saleh (de).
L'Alliance 90 / Les Verts (Grünen) prévoit d'investir sa cheffe de file lors d'un congrès organisé le 28 novembre 2020. La députée régionale Bettina Jarasch (de), qui fait acte de candidature au début du mois d'octobre, devient la seule postulante après les renoncement des favorites, la sénatrice à l'Économie Ramona Pop et la présidente du groupe parlementaire Antje Kapek (de). Finalement organisé le 12 décembre, le conclave du parti écologiste consacre effectivement Bettina Jarasch sans aucun vote contre.
Le 9 octobre 2020, le député fédéral et président de l'Union chrétienne-démocrate d'Allemagne dans la capitale, Kai Wegner, indique qu'il souhaite mener la campagne de son parti lors des élections régionales et renonce donc à se représenter pour un nouveau mandat au Bundestag. Sa candidature est confirmée huit mois plus tard, au cours d'un congrès où il reçoit l'approbation de 92,7 % des délégués chrétiens-démocrates pour tenter de s'installer au Rotes Rathaus.
Lors d'une réunion organisée le 8 décembre 2020, le comité directeur de Die Linke désigne comme candidat Klaus Lederer (de), sénateur à la Culture de la coalition rouge-rouge-verte au pouvoir et déjà chef de file en 2016. Sa nomination doit être entérinée en avril 2021 par un congrès de la fédération berlinoise du parti.
Le président du groupe parlementaire du Parti libéral-démocrate (FDP) Sebastian Czaja (de) est choisi le 27 mars 2021 par un congrès régional dématérialisé pour mener la campagne de son parti, comme il l'avait fait cinq ans auparavant. Il reçoit en effet le soutien de 94 % des délégués.
Le 6 juin suivant, l'Alternative pour l'Allemagne (AfD) se réunit en congrès afin de choisir son candidat au poste de bourgmestre-gouverneur. Avec 89,5 % des suffrages exprimés par les délégués en sa faveur, la présidente régionale du parti Kristin Brinker (de) — en poste depuis trois mois après avoir battu la députée fédérale Beatrix von Storch — est désignée pour mener campagne en qualité de cheffe de file électorale.

### Principales forces
| Parti | Parti                                                                              | Idéologie                                                                   | Chef de file                               | Résultats en 2016          |
| ----- | ---------------------------------------------------------------------------------- | --------------------------------------------------------------------------- | ------------------------------------------ | -------------------------- |
|       | Parti social-démocrate d'Allemagne Sozialdemokratische Partei Deutschlands         | Centre gauche Social-démocratie, troisième voie, progressisme               | Franziska Giffey                           | 21,6 % des voix 38 députés |
|       | Union chrétienne-démocrate d'Allemagne Christlich Demokratische Union Deutschlands | Centre droit Démocratie chrétienne, libéral-conservatisme                   | Kai Wegner                                 | 17,6 % des voix 31 députés |
|       | Die Linke La Gauche                                                                | Extrême gauche à gauche Socialisme démocratique, anticapitalisme, populisme | Klaus Lederer (de) (Sénateur à la Culture) | 15,6 % des voix 27 députés |
|       | Alliance 90 / Les Verts Bündnis 90/Die Grünen                                      | Centre gauche Écologie, progressisme                                        | Bettina Jarasch (de)                       | 15,2 % des voix 27 députés |
|       | Alternative pour l'Allemagne Alternative für Deutschland                           | Droite à extrême droite Euroscepticisme, national-conservatisme, populisme  | Kristin Brinker (de)                       | 14,2 % des voix 25 députés |
|       | Parti libéral-démocrate Freie Demokratische Partei                                 | Centre droit à droite Libéralisme, libéralisme économique                   | Sebastian Czaja (de)                       | 6,7 % des voix 12 députés  |

### Sondages
| Institut                | Date       | CDU    | SPD    | Grünen | FDP   | Linke  | AfD    |
| ----------------------- | ---------- | ------ | ------ | ------ | ----- | ------ | ------ |
| Institut                | Date       |        |        |        |       |        |        |
| INSA                    | 24/09/2021 | 15 %   | 23 %   | 17 %   | 8 %   | 14 %   | 11 %   |
| Forschungsgruppe Wahlen | 23/09/2021 | 17 %   | 22 %   | 19 %   | 7 %   | 13 %   | 9 %    |
| Infratest dimap         | 17/09/2021 | 16 %   | 24 %   | 18 %   | 7 %   | 13 %   | 10 %   |
| Forschungsgruppe Wahlen | 17/09/2021 | 17 %   | 21 %   | 20 %   | 8 %   | 12 %   | 9 %    |
| Wahlkreisprognose.de    | 14/09/2021 | 14,5 % | 25 %   | 14,5 % | 8,5 % | 14,5 % | 10,5 % |
| Civey                   | 10/09/2021 | 16 %   | 25 %   | 15 %   | 7 %   | 16 %   | 9 %    |
| Wahlkreisprognose.de    | 25/08/2021 | 15 %   | 24,5 % | 15,5 % | 9,5 % | 15 %   | 11 %   |
| Infratest dimap         | 25/08/2021 | 19 %   | 23 %   | 17 %   | 8 %   | 12 %   | 11 %   |
| INSA                    | 25/08/2021 | 16 %   | 22 %   | 18 %   | 9 %   | 15 %   | 12 %   |
| Forsa                   | 13/08/2021 | 17 %   | 21 %   | 21 %   | 7 %   | 14 %   | 10 %   |
| INSA                    | 24/06/2021 | 18 %   | 18 %   | 22 %   | 10 %  | 13 %   | 12 %   |
| Infratest dimap         | 16/06/2021 | 21 %   | 17 %   | 22 %   | 9 %   | 12 %   | 10 %   |
| INSA                    | 18/05/2021 | 16 %   | 20 %   | 25 %   | 9 %   | 13 %   | 12 %   |
| Infratest dimap         | 28/04/2021 | 18 %   | 17 %   | 27 %   | 7 %   | 14 %   | 9 %    |
| INSA                    | 23/04/2021 | 16 %   | 19 %   | 25 %   | 10 %  | 14 %   | 12 %   |
| Infratest dimap         | 24/02/2021 | 22 %   | 18 %   | 23 %   | 6 %   | 15 %   | 9 %    |
| INSA                    | 18/12/2020 | 22 %   | 18 %   | 18 %   | 7 %   | 16 %   | 12 %   |
| INSA                    | 12/10/2020 | 21 %   | 18 %   | 20 %   | 6 %   | 16 %   | 12 %   |
| Infratest dimap         | 23/09/2020 | 22 %   | 15 %   | 26 %   | 6 %   | 15 %   | 10 %   |
| INSA                    | 15/07/2020 | 21 %   | 16 %   | 19 %   | 5 %   | 18 %   | 12 %   |
| Infratest dimap         | 29/04/2020 | 23 %   | 20 %   | 21 %   | 5 %   | 14 %   | 10 %   |
| Forsa                   | 11/02/2020 | 16 %   | 15 %   | 25 %   | 6 %   | 17 %   | 11 %   |
| INSA                    | 02/01/2020 | 18 %   | 15 %   | 23 %   | 7 %   | 19 %   | 13 %   |
| Forsa                   | 26/12/2019 | 17 %   | 15 %   | 22 %   | 6 %   | 19 %   | 11 %   |
| Forsa                   | 03/12/2019 | 17 %   | 16 %   | 24 %   | 5 %   | 17 %   | 11 %   |
| Infratest dimap         | 20/11/2019 | 18 %   | 16 %   | 23 %   | 5 %   | 17 %   | 14 %   |
| Forsa                   | 06/11/2019 | 18 %   | 15 %   | 25 %   | 5 %   | 16 %   | 11 %   |
| Forsa                   | 02/10/2019 | 17 %   | 16 %   | 24 %   | 6 %   | 16 %   | 11 %   |
| INSA                    | 18/09/2019 | 17 %   | 15 %   | 24 %   | 6 %   | 18 %   | 14 %   |
|                         |            |        |        |        |       |        |        |
| Élections               | 18/09/2016 | 17,6 % | 21,6 % | 15,2 % | 6,7 % | 15,6 % | 14,2 % |

## Résultats

### Voix et sièges
|                          |                                                      |                                                      |                  |                  |                  |                  |           |               |       |        |              |               |  |  |
| Partis                   | Partis                                               | Partis                                               | Circonscriptions | Circonscriptions | Circonscriptions | Circonscriptions | Liste     | Liste         | Liste | Liste  | Total sièges | +/-           |  |  |
| Partis                   | Partis                                               | Partis                                               | Votes            | %                | Sièges           | +/-              | Votes     | %             | +/-   | Sièges | Total sièges | +/-           |  |  |
|                          | Parti social-démocrate d'Allemagne (SPD)             | Parti social-démocrate d'Allemagne (SPD)             | 422 630          | 23,37            | 26               | 2                | 389 965   | 21,44         | 0,11  | 10     | 36           | 2             |  |  |
|                          | Alliance 90 / Les Verts (Grünen)                     | Alliance 90 / Les Verts (Grünen)                     | 361 501          | 19,99            | 23               | 11               | 343 416   | 18,88         | 3,69  | 9      | 32           | 5             |  |  |
|                          | Union chrétienne-démocrate d'Allemagne (CDU)         | Union chrétienne-démocrate d'Allemagne (CDU)         | 355 602          | 19,66            | 21               | en stagnation    | 328 572   | 18,06         | 0,45  | 9      | 30           | 1             |  |  |
|                          | Die Linke (Linke)                                    | Die Linke (Linke)                                    | 252 282          | 13,95            | 6                | 6                | 255 231   | 14,03         | 1,61  | 18     | 24           | 3             |  |  |
|                          | Alternative pour l'Allemagne (AfD)                   | Alternative pour l'Allemagne (AfD)                   | 145 904          | 8,07             | 2                | 3                | 145 494   | 8,00          | 6,16  | 11     | 13           | 12            |  |  |
|                          | Parti libéral-démocrate (FDP)                        | Parti libéral-démocrate (FDP)                        | 119 265          | 6,59             | 0                | en stagnation    | 130 098   | 7,15          | 0,45  | 12     | 12           | en stagnation |  |  |
|                          | Parti de protection des animaux (Tierschutz)         | Parti de protection des animaux (Tierschutz)         | 60 837           | 3,36             | 0                | en stagnation    | 40 057    | 2,20          | 0,33  | 0      | 0            | en stagnation |  |  |
|                          | Die PARTEI                                           | Die PARTEI                                           | 36 304           | 2,01             | 0                | en stagnation    | 32 829    | 1,80          | 0,15  | 0      | 0            | en stagnation |  |  |
|                          | Parti des bases démocratiques d'Allemagne (dieBasis) | Parti des bases démocratiques d'Allemagne (dieBasis) | 29 754           | 1,65             | 0                | en stagnation    | 22 949    | 1,26          | Nv    | 0      | 0            | en stagnation |  |  |
|                          | Volt                                                 | Volt                                                 |                  |                  |                  |                  | 20 137    | 1,11          | Nv    | 0      | 0            | en stagnation |  |  |
|                          | Team Todenhöfer                                      | Team Todenhöfer                                      | 18 700           | 1,03             | Nv               | 0                | 0         | en stagnation |       |        |              |               |  |  |
|                          | Électeurs libres (FW)                                | Électeurs libres (FW)                                | 16 922           | 0,94             | 0                | en stagnation    | 15 295    | 0,84          | Nv    | 0      | 0            | en stagnation |  |  |
|                          | Les Gris (Die Grauen)                                | Les Gris (Die Grauen)                                |                  |                  |                  |                  | 12 569    | 0,69          | Nv    | 0      | 0            | en stagnation |  |  |
|                          | Autres                                               | Autres                                               | 7 731            | 0,43             | 0                | –                | 63 918    | 3,51          | –     | 0      | 0            | –             |  |  |
|                          |                                                      |                                                      |                  |                  |                  |                  |           |               |       |        |              |               |  |  |
| Votes valides            | Votes valides                                        | Votes valides                                        | 1 808 732        | 98,59            |                  |                  | 1 819 230 | 98,90         |       |        |              |               |  |  |
| Votes blancs et nuls     | Votes blancs et nuls                                 | Votes blancs et nuls                                 | 26 212           | 1,41             | 20 396           | 1,10             |           |               |       |        |              |               |  |  |
| Total                    | Total                                                | Total                                                | 1 852 478        | 100              | 78               | en stagnation    | 1 852 478 | 100           | –     | 69     | 147          | 13            |  |  |
| Abstentions              | Abstentions                                          | Abstentions                                          | 595 122          | 24,31            |                  |                  | 595 122   | 24,31         |       |        |              |               |  |  |
| Inscrits / participation | Inscrits / participation                             | Inscrits / participation                             | 2 447 600        | 75,69            | 2 447 600        | 75,69            |           |               |       |        |              |               |  |  |

### Déroulement
La journée électorale est marquée par un chaos logistique : les électeurs doivent parfois patienter plus d'une heure pour voter, certains bureaux de vote disposent des bulletins de vote d'une circonscription différente, les contraignant à fermer et à déclarer nuls les mauvais bulletins glissés dans l'urne, et le ravitaillement en bulletins est perturbé par la tenue concomitante du marathon.

### Analyse

#### Électorale

Parti vainqueur par circonscription.

Occupant le poste de bourgmestre-gouverneur de Berlin depuis vingt ans, le Parti social-démocrate l'emporte à nouveau, devançant Les Verts et l'Union chrétienne-démocrate. Si le parti écologiste réalise son meilleur résultat, que les sociaux-démocrates stagnent, et que les chrétiens-démocrates progressent légèrement, l'Alternative pour l'Allemagne connaît un net recul, le tout dans un contexte de nette hausse de la participation en raison de la concomitance des élections fédérales et d'un recours historiquement élevé au vote par correspondance.
La cheffe de file du SPD Franziska Giffey peut en théorie bâtir quatre coalitions différentes : une coalition « kényane » unissant les trois partis arrivés en tête, mais compliquée à mettre en œuvre en raison des désaccords entre écologistes et chrétiens-démocrates sur les infrastructures, le climat et la sécurité ; une coalition « allemande » avec l'Union chrétienne-démocrate et le Parti libéral-démocrate, conforme au projet centriste défendu par la candidate du Parti social-démocrate mais qui risque de se heurter à la base militante de son parti, plus à gauche ; une coalition « en feu tricolore » associant le SPD, les Grünen et le FDP, peu envisageable à cause des divergences de vue sur le logement et l'aménagement ; ou reconduire la coalition « rouge-rouge-verte » au pouvoir depuis cinq ans, dont 38 % des Berlinois se disent satisfaits et que 44 % présentaient comme leur option post-électorale favorite, selon un sondage pré-électoral.
| Territoire      | SPD    | Grünen | CDU    | Linke  | AfD    | FDP   | Autres |
| --------------- | ------ | ------ | ------ | ------ | ------ | ----- | ------ |
| Territoire      |        |        |        |        |        |       |        |
| Ex-Berlin-Ouest | 22,9 % | 20,3 % | 20,8 % | 10,1 % | 6,3 %  | 7,9 % | 11,7 % |
| Ex-Berlin-Est   | 19,4 % | 16,9 % | 14,3 % | 19,4 % | 10,4 % | 6,1 % | 13,5 % |
| Total           | 21,4 % | 18,9 % | 18,0 % | 14,1 % | 8,0 %  | 7,1 % | 12,5 % |

#### Sociologique
| Catégorie                      | SPD  | Grünen | CDU  | Linke | AfD  | FDP  |
| ------------------------------ | ---- | ------ | ---- | ----- | ---- | ---- |
| Catégorie                      |      |        |      |       |      |      |
| Sexe                           |      |        |      |       |      |      |
| Hommes                         | 20 % | 18 %   | 18 % | 14 %  | 9 %  | 8 %  |
| Femmes                         | 22 % | 21 %   | 17 % | 14 %  | 6 %  | 6 %  |
| Âge                            |      |        |      |       |      |      |
| Moins de 30 ans                | 13 % | 27 %   | 7 %  | 18 %  | 4 %  | 11 % |
| 30-44 ans                      | 15 % | 25 %   | 13 % | 15 %  | 8 %  | 7 %  |
| 45-59 ans                      | 21 % | 19 %   | 20 % | 12 %  | 11 % | 7 %  |
| Plus de 60 ans                 | 33 % | 9 %    | 27 % | 12 %  | 8 %  | 5 %  |
| Statut                         |      |        |      |       |      |      |
| Ouvrier                        | 27 % | 9 %    | 18 % | 12 %  | 14 % | 5 %  |
| Employé                        | 21 % | 21 %   | 17 % | 14 %  | 7 %  | 7 %  |
| Fonctionnaire                  | 22 % | 17 %   | 31 % | 9 %   | 6 %  | 7 %  |
| Indépendant                    | 13 % | 26 %   | 17 % | 16 %  | 6 %  | 10 % |
| Études                         |      |        |      |       |      |      |
| Hauptschulabschluss            | 34 % | 5 %    | 24 % | 7 %   | 16 % | 4 %  |
| Mittlere Reife                 | 25 % | 8 %    | 22 % | 11 %  | 14 % | 7 %  |
| Abitur (baccalauréat)          | 19 % | 22 %   | 15 % | 16 %  | 5 %  | 9 %  |
| Hochschulabschluss (supérieur) | 17 % | 28 %   | 15 % | 17 %  | 4 %  | 8 %  |

## Conséquences
Le 12 octobre 2021, après deux semaines d'entretiens exploratoires, la cheffe de file du Parti social-démocrate Franziska Giffey indique sa préférence pour constituer une « coalition en feu tricolore » avec Les Verts et le Parti libéral-démocrate, plutôt que reconduire la « coalition rouge-rouge-verte » unissant les deux premiers partis et Die Linke.
Cependant, elle doit se résoudre six jours plus tard à cette seconde option en raison de l'opposition des écologistes à gouverner avec les libéraux, et conclut avec les deux autres partis de gauche un accord-cadre en 19 points qui servira de base aux négociations de coalition. Le comité directeur du SPD approuve le soir-même l'ouverture des négociations, suivi quelques heures plus tard par la commission régionale des Grünen et le lendemain par la conférence extraordinaire de la Linke.
Les trois formations présentent le 29 novembre 2021 leur accord de coalition, centré sur la lutte contre le réchauffement climatique, contre la pauvreté, le renforcement du système de santé et la hausse des salaires. L'élection du nouveau gouvernement régional est programmée le 21 décembre suivant, après la ratification du pacte par les trois partis concernés.